# Alex Kurtzman
Alexander Hilary Kurtzman (Los Angeles, 1973. szeptember 7. –) amerikai filmrendező, forgatókönyvíró és producer.
2009 óta a Star Trek-filmekkel és sorozatokkal kapcsolatos munkásságáról ismert. Ő írta a Star Trek (2009) és a Sötétségben – Star Trek (2013) című filmek forgatókönyvét. A Star Trek: Discovery, a Star Trek: Short Treks, a Star Trek: Picard és a Star Trek: Strange New Worlds című televíziós sorozatok megalkotásában is részt vett. Egyéb forgatókönyvei közé tartozik a Transformers (2007), a Transformers: A bukottak bosszúja (2009) és A csodálatos Pókember 2. (2014). 2012-ben debütált rendezőként a Hétköznapi emberek című drámával, majd 2017-ben A múmiát írta és rendezte meg.
A Star Trek-sorozatokon kívül ő alkotott meg olyan műsorokat is, mint A rejtély (2008–2013) és Az Álmosvölgy legendája (2013–2017).
Rendszeresen dolgozott együtt Roberto Orci forgatókönyvíróval, valamint Michael Bay és J. J. Abrams filmrendezőkkel.

## Filmográfia

### Film

#### Rendező, író és producer
| Év   | Magyar cím                        | Eredeti cím                         | Feladatkör | Feladatkör        | Feladatkör | Rendező            | Megjegyzések                                                                           |
| Év   | Magyar cím                        | Eredeti cím                         | Rendező    | Író               | Producer   | Rendező            | Megjegyzések                                                                           |
| ---- | --------------------------------- | ----------------------------------- | ---------- | ----------------- | ---------- | ------------------ | -------------------------------------------------------------------------------------- |
| 2005 | A sziget                          | The Island                          | Nem        | Igen              | Nem        | Michael Bay (1.)   | társíró: Roberto Orci és Caspian Tredwell-Owen                                         |
| 2005 | Zorro legendája                   | The Legend of Zorro                 | Nem        | Igen              | Nem        | Martin Campbell    | társíró: Roberto Orci, Ted Elliott és Terry Rossio                                     |
| 2006 | Mission: Impossible III           | Mission: Impossible III             | Nem        | Igen              | Nem        | J. J. Abrams (1.)  | társíró: J. J. Abrams és Roberto Orci                                                  |
| 2007 | Transformers                      | Transformers                        | Nem        | Igen              | Nem        | Michael Bay (2.)   | társíró: Roberto Orci és John Rogers                                                   |
| 2008 | Sasszem                           | Eagle Eye                           | Nem        | Nem               | Igen       | D. J. Caruso       |                                                                                        |
| 2009 | Nász-ajánlat                      | The Proposal                        | Nem        | Nem               | Vezető     | Anne Fletcher      |                                                                                        |
| 2009 | Watchmen: Az őrzők                | Watchmen                            | Nem        | Nincs feltüntetve | Nem        | Zack Snyder        |                                                                                        |
| 2009 | Star Trek                         | Star Trek                           | Nem        | Igen              | Vezető     | J. J. Abrams (2.)  | társíró: Roberto Orci                                                                  |
| 2009 | Transformers: A bukottak bosszúja | Transformers: Revenge of the Fallen | Nem        | Igen              | Nem        | Michael Bay (3.)   | társíró: Ehren Kruger és Roberto Orci                                                  |
| 2011 | Cowboyok és űrlények              | Cowboys & Aliens                    | Nem        | Igen              | Igen       | Jon Favreau        | társíró: Roberto Orci, Damon Lindelof, Steve Oedekerk, Mark Fergus és Hawk Ostby       |
| 2012 | Hétköznapi emberek                | People Like Us                      | Igen       | Igen              | Vezető     | Alex Kurtzman (1.) | társíró: Roberto Orci és Jody Lambert                                                  |
| 2013 | Star Trek – Sötétségben           | Star Trek Into Darkness             | Nem        | Igen              | Igen       | J. J. Abrams (3.)  | társíró: Roberto Orci és Damon Lindelof                                                |
| 2013 | Szemfényvesztők                   | Now You See Me                      | Nem        | Nem               | Igen       | Louis Leterrier    |                                                                                        |
| 2013 | Végjáték                          | Ender's Game                        | Nem        | Nem               | Igen       | Gavin Hood         |                                                                                        |
| 2014 | A csodálatos Pókember 2.          | The Amazing Spider-Man 2            | Nem        | Igen              | Vezető     | Marc Webb          | társíró: Roberto Orci, Jeff Pinkner, and James Vanderbilt                              |
| 2016 | Szemfényvesztők 2.                | Now You See Me 2                    | Nem        | Nem               | Igen       | Jon M. Chu         |                                                                                        |
| 2017 | A múmia                           | The Mummy                           | Igen       | Sztori            | Igen       | Alex Kurtzman (2.) | társíró: Jon Spaihts, Jenny Lumet, David Koepp, Christopher McQuarrie és Dylan Kussman |
| 2024 |                                   | Rob Peace                           | Nem        | Nem               | Igen       | Chiwetel Ejiofor   |                                                                                        |

### Televízió
| Év        | Magyar cím                      | Eredeti cím                      | Feladatkör | Feladatkör | Feladatkör      | Feladatkör | Megjegyzések         |
| Év        | Magyar cím                      | Eredeti cím                      | Rendező    | Író        | Vezető producer | Alkotó     | Megjegyzések         |
| --------- | ------------------------------- | -------------------------------- | ---------- | ---------- | --------------- | ---------- | -------------------- |
| 1997–1999 | Herkules                        | Hercules: The Legendary Journeys | Nem        | Igen       | Igen            | Nem        |                      |
| 1999–2000 | Xena: A harcos hercegnő         | Xena: Warrior Princess           | Nem        | Igen       | Igen            | Nem        |                      |
| 2000      | Simlis Jack, a karibi szuperkém | Jack of All Trades               | Nem        | Igen       | Igen            | Nem        |                      |
| 2001–2003 | Alias                           | Alias                            | Igen       | Igen       | Igen            | Nem        | supervising producer |
| 2004      |                                 | The Secret Service               | Igen       | Igen       | Igen            | Nem        | próbaepizód          |
| 2008–2013 | A rejtély                       | Fringe                           | Igen       | Igen       | Igen            | Igen       | consulting producer  |
| 2010–2020 | Hawaii Five-0                   | Hawaii Five-0                    | Igen       | Igen       | Igen            | Nem        |                      |
| 2011      |                                 | Exit Strategy                    | Igen       | Igen       | Igen            | Igen       | próbaepizód          |
| 2011      |                                 | Locke & Key                      | Igen       | Igen       | Igen            | Igen       | próbaepizód          |
| 2013–2017 | Az Álmosvölgy legendája         | Sleepy Hollow                    | Igen       | Igen       | Igen            | Igen       |                      |
| 2015–2016 | Csúcshatás                      | Limitless                        | Nem        | Igen       | Igen            | Nem        |                      |
| 2017–2024 | Star Trek: Discovery            | Star Trek: Discovery             | Igen       | Igen       | Igen            | Igen       | rendező (1 epizód)   |
| 2018–2020 | Star Trek: Short Treks          | Star Trek: Short Treks           | Nem        | Igen       | Igen            | Igen       |                      |
| 2020–2023 | Star Trek: Picard               | Star Trek: Picard                | Nem        | Igen       | Igen            | Igen       |                      |
| 2021      | Clarice                         | Clarice                          | Nem        | Igen       | Igen            | Igen       |                      |
| 2022      |                                 | The Man Who Fell to Earth        | Igen       | Igen       | Igen            | Igen       |                      |
| 2022–     | Star Trek: Különös új világok   | Star Trek: Strange New Worlds    | Nem        | Igen       | Igen            | Igen       |                      |

## Fordítás
- Ez a szócikk részben vagy egészben  az   Alex Kurtzman című angol Wikipédia-szócikk fordításán alapul.  Az eredeti cikk szerkesztőit annak laptörténete sorolja fel. Ez a jelzés csupán a megfogalmazás eredetét és a szerzői jogokat jelzi, nem szolgál a cikkben szereplő információk forrásmegjelöléseként.